# Ólafur Thórdarson
Ólafur Thórdarson (ou en islandais : Ólafur Þórðarson), né le 22 août 1965 à Akranes en Islande, est un footballeur international islandais actif de 1983 à 2002 au poste de milieu de terrain, avant de devenir entraîneur. Il est le jeune frère de Teitur Thórdarson. 
Il compte 72 sélections pour 5 buts en équipe nationale entre 1984 et 1996. Il est, depuis octobre 2011, l'entraîneur du Víkingur Reykjavik.

## Biographie

### Carrière de joueur
Ólafur Thórdarson commence sa carrière au ÍA Akranes, en Islande, avant de partir au Danemark, à Brann Bergen. Il fait ses débuts en Tippeligaen le 30 avril 1989 lors d'une défaite 4 buts à 2 face au Viking FK.   

### Équipe nationale
Ólafur Thórdarson est convoqué pour la première fois par le sélectionneur national Anthony Knapp pour un match amical face aux îles Féroé le 1er août 1984 (0-0). Le 2 septembre 1987, il marque son premier but en équipe d'Islande lors d'un match face à l'Allemagne de l'Est (victoire 2-0).
Il reçoit sa dernière sélection, contre l'Irlande à Dublin, le 10 novembre 1996, où l'Islande réalise un match nul 0 à 0. Il entre à la 85e minute à la place de Heimir Guðjónsson. Il est à trois reprises le capitaine de l'équipe d'Islande.
Il compte 72 sélections et 5 buts avec l'équipe d'Islande entre 1984 et 1996.

## Palmarès

### En club
- Avec l'ÍA Akranes :
  - Champion d'Islande en 1983, 1984, 1993, 1994, 1995, 1996 et 2001
  - Vainqueur de la Coupe d'Islande en 1983, 1984, 1986, 1993, 1996 et 2000

- Avec le Fylkir Reykjavik :
  - Champion d'Islande de D2 en 1999

### Récompenses
- Élu footballeur islandais de l'année 1995

## Statistiques

### Statistiques en club
| Saison                | Club                  | Championnat           | Championnat | Championnat | Coupe(s) nationale(s) | Coupe(s) nationale(s) | Compétition(s) continentale(s) | Compétition(s) continentale(s) | Compétition(s) continentale(s) | Islande | Islande | Total | Total |
| Saison                | Club                  | Division              | M.          | B.          | M.                    | B.                    | Comp.                          | M.                             | B.                             | M.      | B.      | M.    | B.    |
| 1983                  | ÍA Akranes            | 1. deild              | 14          | 1           | -                     | -                     | -                              | -                              | -                              | -       | -       | 14    | 1     |
| 1984                  | ÍA Akranes            | 1. deild              | 6           | 0           | -                     | -                     | -                              | -                              | -                              | 2       | 0       | 8     | 0     |
| 1985                  | ÍA Akranes            | 1. deild              | 18          | 1           | -                     | -                     | C1                             | 2                              | 0                              | -       | -       | 20    | 1     |
| 1986                  | ÍA Akranes            | 1. deild              | 17          | 2           | -                     | -                     | C3                             | 2                              | 0                              | 5       | 0       | 24    | 2     |
| 1987                  | ÍA Akranes            | 1. deild              | 17          | 3           | -                     | -                     | C2                             | 2                              | 0                              | 8       | 1       | 27    | 4     |
| 1988                  | ÍA Akranes            | 1. deild              | 17          | 2           | -                     | -                     | C3                             | 2                              | 0                              | 13      | 0       | 32    | 2     |
| 1989                  | SK Brann              | Tippeligaen           | 19          | 5           | -                     | -                     | C2                             | 2                              | 0                              | 5       | 0       | 26    | 5     |
| 1990                  | SK Brann              | Tippeligaen           | 21          | 1           | -                     | -                     | -                              | -                              | -                              | 5       | 1       | 26    | 2     |
| 1991                  | FK Lyn                | Tippeligaen           | 18          | 2           | -                     | -                     | -                              | -                              | -                              | 7       | 0       | 25    | 2     |
| 1992                  | FK Lyn                | Tippeligaen           | 10          | 0           | -                     | -                     | -                              | -                              | -                              | 1       | 0       | 11    | 0     |
| 1993                  | ÍA Akranes            | 1. deild              | 17          | 3           | -                     | -                     | C1                             | 4                              | 1                              | 6       | 0       | 27    | 4     |
| 1994                  | ÍA Akranes            | 1. deild              | 14          | 2           | -                     | -                     | C3                             | 2                              | 0                              | 5       | 0       | 21    | 2     |
| 1995                  | ÍA Akranes            | 1. deild              | 18          | 10          | -                     | -                     | C3                             | 2                              | 1                              | 4       | 1       | 24    | 12    |
| 1996                  | ÍA Akranes            | 1. deild              | 17          | 1           | -                     | -                     | -                              | -                              | -                              | 11      | 2       | 28    | 3     |
| 1997                  | ÍA Akranes            | Úrvalsdeild           | 18          | 3           | -                     | -                     | C1                             | 2                              | 0                              | -       | -       | 20    | 3     |
| 1998                  | Fylkir Reykjavik      | 1. deild              | 18          | 5           | -                     | -                     | -                              | -                              | -                              | -       | -       | 18    | 5     |
| 1999                  | Fylkir Reykjavik      | 1. deild              | 14          | 1           | -                     | -                     | -                              | -                              | -                              | -       | -       | 14    | 1     |
| 2000                  | ÍA Akranes            | Úrvalsdeild           | 2           | 0           | -                     | -                     | -                              | -                              | -                              | -       | -       | 2     | 0     |
| 2001                  | ÍA Akranes            | Úrvalsdeild           | 10          | 0           | -                     | -                     | -                              | -                              | -                              | -       | -       | 10    | 0     |
| 2002                  | ÍA Akranes            | Úrvalsdeild           | 1           | 0           | -                     | -                     | -                              | -                              | -                              | -       | -       | 1     | 0     |
| Total sur la carrière | Total sur la carrière | Total sur la carrière | 286         | 42          | -                     | -                     | -                              | 20                             | 2                              | 72      | 5       | 378   | 49    |

### Buts en sélection
Le tableau suivant liste tous les buts inscrits par Ólafur Thórdarson avec l'équipe d'Islande.